# La Police
La Police (en polonais Policja) est une pièce écrite par le dramaturge polonais Sławomir Mrożek.
Écrite en 1958, c'est la première pièce de Mrozek et l'une de ses œuvres les plus acclamées. Écrite dans le style du théâtre de l'absurde et répertoriée dans le livre de Martin Esslin du même nom, elle a été produite au Phoenix Theatre de New York en 1961. Une production télévisée a été diffusée aux États-Unis en 1971 par PBS. Elle a été réalisée par Christopher Loscher en 2007 au Battersea Arts Centre de Londres dans le cadre de la saison TimeOut Critics' Choice.

## Synopsis
La pièce se déroule dans un pays imaginaire où toute opposition à l’État a disparu et où le dernier prisonnier, ancien opposant politique, décide de s'engager dans l'armée et renonce à combattre le régime, afin de quitter la prison. Afin de sauver la police, une institution en plein déclin, au lieu d'envisager la perspective de mettre à la retraite les policiers, le chef de la police décide de créer un ennemi de l’État en ordonnant à l’un de ses officiers de commettre des crimes politiques. L'absurdité de la pièce culmine lorsque les personnages s'arrêtent mutuellement à plusieurs reprises, dans une tentative de rétablir l'ordre et le sens de leur monde.